# Endō Yoshikazu

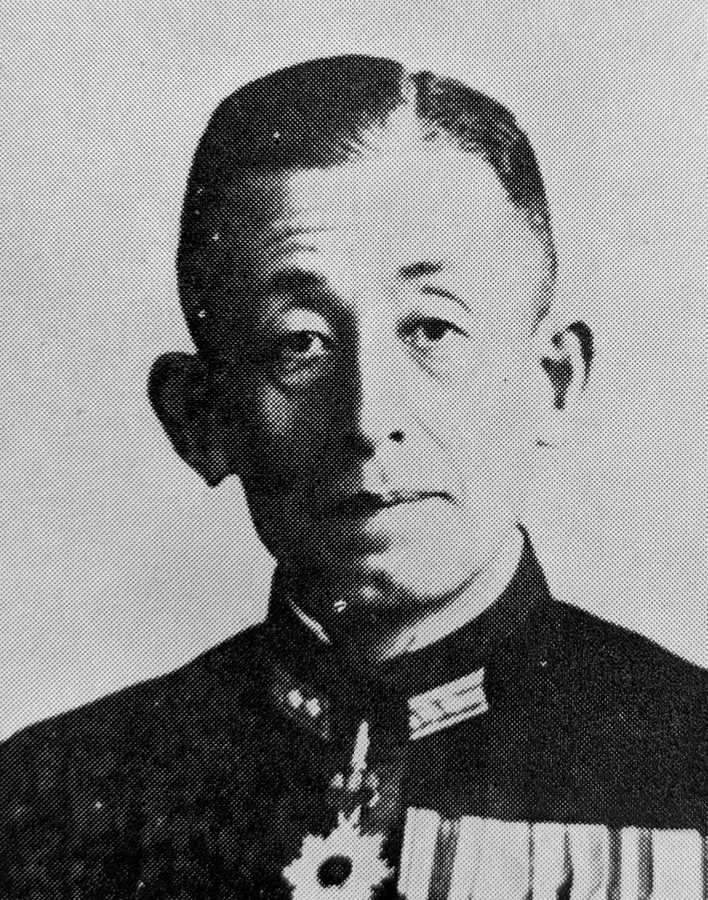
Endō Yoshikazu als Vizeadmiral

Endō Yoshikazu (japanisch 遠藤喜一; * 9. August 1891 in der Präfektur Tokio; † 3. Mai 1944) war ein japanischer Seeoffizier und zuletzt Vizeadmiral der Kaiserlich Japanischen Marine (Dai-Nippon Teikoku Kaigun), der während des Zweiten Weltkrieges von 1943 bis 1944 Kommandeur der 9. Flotte (Dai-kyū Kantai) war. Bei seinem Tode wurde er posthum zum Admiral ernannt.

## Leben
Endō Yoshikazu absolvierte eine Ausbildung zum Seeoffizier an der Marineakademie (Kaigun Heigakkō), die er als Angehöriger des 39. Lehrgangs 1911 abschloss. Daraufhin trat er in die Kaiserlich Japanische Marine (Dai-Nippon Teikoku Kaigun) ein und fand in der Folgezeit zahlreiche Verwendungen als Seeoffizier auf Schiffen wie dem Panzerkreuzer Aso, dem Schlachtschiff Shikishima, dem Panzerkreuzer Izumo, dem Panzerkreuzer Azuma und dem Schlachtschiff Iwami. Während dieser Zeit wurde er am 1. Dezember 1912 zum Leutnant zur See (shōi) sowie am 1. Dezember 1914 zum Oberleutnant zur See (chūi) befördert. Nach dem Besuch von Grundlehrgängen an der Marineschießschule sowie an der Torpedoschule war er als Seeoffizier auf dem Zerstörer Fubuki und dem Schlachtschiff Fusō eingesetzt. Er wurde am 1. Dezember 1917 zum Kapitänleutnant (taii) und war daraufhin Absolvent des 21. Lehrgangs der Marinehochschule (Kaigun Daigakkō), den er am 15. April 1918 abschloss. Nach einem Fortgeschrittenen-Lehrgang an der Marineschießschule folgten Verwendungen auf dem Panzerkreuzer Tokiwa, dem Einheitslinienschiff Asahi und dem Schlachtschiff Nagato sowie als Instrukteur an der Marineschießschule.
Nachdem Endō vom 1. Dezember 1921 bis zum 15. Oktober 1923 den Fortgeschrittenen-Lehrgang der Marinehochschule besucht hatte, folgten verschiedene Abordnungen zum Admiralstab der Marine (Kaigun Gunreibu), ins Marineministerium (Kaigun-shō), zum Marinestützpunkt Kure sowie als Erster Geschützoffizier des Leichten Kreuzers Kinu. Während dieser Zeit wurde er am 1. Dezember 1923 zum Korvettenkapitän (shōsa) befördert und hielt sich später vom 1. April 1927 bis zum 1. April 1929 in Deutschland auf, wo er am 1. Dezember 1927 auch seine Beförderung zum Fregattenkapitän (chūsa) erfolgte. Nach seiner Rückkehr wurde er am 15. Juni 1929 erst Instrukteur an der Marinehochschule und danach am 1. Dezember 1930 Erster Offizier des Leichten Kreuzers Nagara. Nach einer darauf folgenden kurzzeitigen Abordnung zum Admiralstab, war er zwischen dem 1. Juni 1931 und dem 1. Juni 1934 Militärattaché an der Botschaft im Deutschen Reich und wurde in dieser Verwendung am 1. Dezember 1934 auch zum Kapitän zur See (taisa) befördert. Er war vom 1. November 1934 bis zum 15. November 1935 Kommandant des Kreuzers Kinu sowie nach zwischenzeitlichen Abordnungen zum Admiralstab zwischen dem 2. Dezember 1935 und dem 15. Dezember 1938 Aide-de-camp sowie Sekretär des Komitees der Militärrates.
Endō Yoshikazu, der am 1. Dezember 1937 zum Konteradmiral (shōshō) befördert wurde, war vom 24. Dezember 1938 bis zum 2. September 1940 abermals Militärattaché an der Botschaft im Deutschen Reich sowie nach seiner Rückkehr zwischen dem 2. Dezember 1940 und dem 15. Oktober 1941 Chef des Stabes des Marinebezirks Yokosuka und Chef des Büros für Kommunikation dieses Marinebezirks. Nach seiner Beförderung zum Vizeadmiral (chūjō) am 15. Oktober 1941 wurde er zunächst wieder zum Admiralstab abgeordnet und war danach vom 1. November 1941 bis zum 9. März 1943 Direktor des Forschungslabors für totale Kriegsführung sowie Mitglied des Büros für Marineangelegenheiten im Marineministerium, ehe er als Nachfolger von Vizeadmiral Makita Kakusaburo zwischen dem 9. März und dem 20. August 1943 Oberkommandierender der 1. China-Expeditionsflotte (Dai-1 Kenshi Kantai) war. Nach einer neuerlichen Abordnung zum Admiralstab wurde er während des Pazifikkrieges am 15. November 1943 Oberbefehlshaber der zur Südostflotte (Nantō Hōmen Kantai) unter Vizeadmiral Kusaka Jin'ichi gehörenden 9. Flotte (Dai-kyū Kantai) und verblieb auf diesem Posten bis zu seinem Tode am 3. Mai 1944. Bei seinem Tode wurde er posthum zum Admiral (taishō) ernannt.

## Weblink
- Endo Yoshikazu. In: Imperial Japanese Navy. Abgerufen am 20. Juli 2023 (englisch).